# Eve Kivi
Eve Kivi (Paide, 8 maggio 1938) è un'attrice estone apparsa in oltre 50 film.

## Biografia
Nel 1959 si diplomò allo presso teatro drammatico estone, per poi lavorare alla Tallinnfilm e alla Mosfilm . 
Dal 1965 al 1972 è stata sposata con il pattinatore di velocità su ghiaccio Ants Antson.

## Filmografia (parziale)

### Cinema
- Esimese järgu kapten - regia di Aleksandr Mandrõkin (1958)
- Vallatud kurvid - regia di Juli Kun e Kaljo Kiisk (1959)
- Baltiyskoe nebo - regia di Vladimir Vengerov (1960)
- Laulu sõber - regia di Ilja Fogelman e Reet Kasesalu (1961)
- Ohtlikud kurvid - regia di Kaljo Kiisk (1962)
- Viimne reliikvia - regia di Grigori Kromanov (1969)
- La tenda rossa - regia di Michail Konstantinovič Kalatozov (1969)
- Don Juan Tallinnas - regia di Arvo Kruusement (1971)
- Väike reekviem suupillile - regia di Veljo Käsper (1972)
- Ohtlikud mängud - regia di Veljo Käsper (1974)
- Briljandid proletariaadi diktatuurile  - regia di Grigori Kromanov (1975)
- Lurich - regia di Valentin Kuik (1984)
- Need vanad armastuskirjad - regia di Mati Põldre (1992)
- Tulivesi - regia di Hardi Volmer (1994)